# 川崎火力発電所
川崎火力発電所（かわさきかりょくはつでんしょ）は、神奈川県川崎市川崎区千鳥町5-1にあるJERAの天然ガスを燃料とする火力発電所である。

## 概要
1961年7月に1号機が運転を開始し、その後、6号機までが建設された。ただし開所後は、設備の老朽化や電力需要の増加や燃料の切り替えなどの理由により、旧発電設備を廃止し新たに排熱回収型コンバインドサイクル発電方式の設備を建設する更新計画が発表され、2009年2月に1号系列全軸が、2016年6月に2号系列全軸が運転を開始した。
2号系列第2軸、第3軸には熱効率を61%に高めた1600 ℃級コンバインドサイクル発電方式が採用され、単体出力が50万 kWから71万 kWに向上した。
燃料であるLNGは、東扇島火力発電所に併設されたLNG基地からパイプラインにより供給を受けている。
2008年12月には、商用として稼動しているLNG火力発電所としては、世界最高の熱効率である59%を1号系列が達成した点が高く評価され、米国の業界紙「Power Engineering Magazine」が選定する「08年最優秀ガス火力発電プラント」（The 2008 winner for best gas-fired project）を受賞した。この熱効率は、コンバインドサイクルのガスタービン側のタービンを約1500 ℃で運転可能に設計して達成した。機材の材料などの耐熱性などが大丈夫であれば、一般に熱効率が向上する。また、2010年2月より川崎市千鳥・夜光地区コンビナート内の10社に対して、発電所で発生する熱を利用して蒸気供給を実施している。
2016年4月に東京電力から子会社の東京電力フュエル&パワーに移管された。2019年4月にはさらにJERAに移管された。

## 発電設備
- 総出力：342万 kW（2017年8月23日現在）[5]
- 敷地面積：約28万m2

1号系列
発電方式：1500 ℃級コンバインドサイクル発電(More Advanced Combined Cycle)方式
定格出力:150万 kW（50万 kW × 3軸）
　ガスタービン：33.3万 kW × 3軸
　蒸気タービン：16.7万 kW × 3軸
使用燃料：LNG
熱効率：58.6%（低位発熱量基準）
営業運転開始
　1-1号：2009年2月5日
　1-2号：2008年6月4日
　1-3号：2007年6月15日
2号系列
発電方式
　2-1号：1500 ℃級コンバインドサイクル発電(MACC)方式
　2-2、3号：1600 ℃級コンバインドサイクル発電(MACCII)方式
定格出力：192万 kW（50万 kW × 1軸、71万 kW × 2軸）
　2-1号：50万 kW
　　ガスタービン：33.3万 kW × 1軸
　　蒸気タービン：16.7万 kW × 1軸
　2-2号：68.5万 kW
　　ガスタービン × 1軸
　　蒸気タービン × 1軸
　2-3号：71万 kW
　　ガスタービン × 1軸
　　蒸気タービン × 1軸
使用燃料：LNG
熱効率
　2-1号：58.6%（低位発熱量基準）
　2-2、3号：約61%（低位発熱量基準）
営業運転開始
　2-1号：2013年2月1日（試運転2012年5月13日）
　2-2号：2016年1月29日（試運転2015年8月8日）
　2-3号：2016年6月29日（試運転2016年1月21日）

## 廃止された発電設備

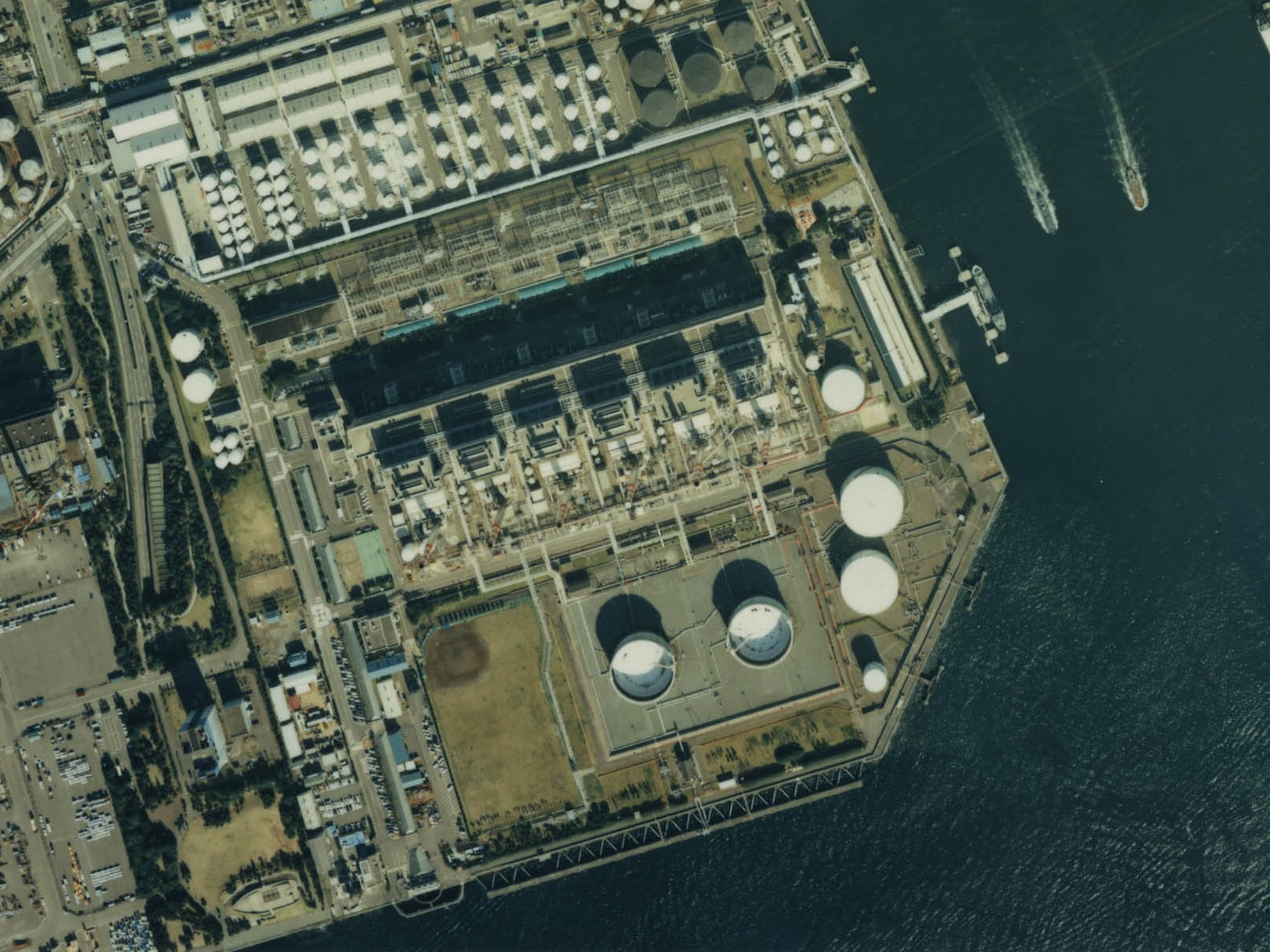
旧発電設備の空中写真。1989年撮影

燃料は開所当初石炭を使用していたが、公害問題に対処するため、1972年にナフサ、1984年にLNGに転換した。
- 総出力：105万 kW
- 発電方式：汽力発電方式

（旧）1号機（廃止）
定格出力：17.5万 kW
使用燃料：LNG（過去には石炭、ナフサも使用）
熱効率：41.6%（低位発熱量基準）
営業運転期間：1961年7月 - 2006年3月（2005年4月より長期計画停止）
（旧）2号機（廃止）
定格出力：17.5万 kW
使用燃料：LNG（過去には石炭、ナフサも使用）
熱効率：41.6%（低位発熱量基準）
営業運転期間：1961年10月 - 2006年3月（2004年10月より長期計画停止）
（旧）3号機（廃止）
定格出力：17.5万 kW
使用燃料：LNG（過去には石炭、ナフサも使用）
熱効率：41.6%（低位発熱量基準）
営業運転期間：1962年1月 - 2006年3月（2005年4月より長期計画停止）
（旧）4号機（廃止）
定格出力：17.5万 kW
使用燃料：LNG（過去には石炭、ナフサも使用）
熱効率：41.6%（低位発熱量基準）
営業運転期間：1963年7月 - 2006年3月（2004年10月より長期計画停止）
（旧）5号機（廃止）
定格出力：17.5万 kW
使用燃料：LNG（過去には石炭、ナフサも使用）
熱効率：41.6%（低位発熱量基準）
営業運転期間：1965年10月 - 2006年3月（2004年10月より長期計画停止）
（旧）6号機（廃止）
定格出力：17.5万 kW
使用燃料：LNG（過去には石炭、ナフサも使用）
熱効率：41.6%（低位発熱量基準）
営業運転期間：1968年11月 - 2006年3月（2004年10月より長期計画停止）

### 緊急設置電源
2011年3月11日に発生した東北地方太平洋沖地震と津波により複数の発電施設が被災し、電力供給力が大幅に低下したため、緊急設置電源が新設された。
電力需給が逼迫した際に稼働していたが、被災火力発電所の復旧等により廃止された。
1号ガスタービン（緊急設置電源）（廃止）
発電方式：1100 ℃級ガスタービン発電方式
定格出力：12.8万 kW × 1台　（タイ発電公社(EGAT)から無償貸与）
使用燃料：LNG
熱効率：30.5%（低位発熱量基準）
営業運転期間：2011年8月10日 - 2014年4月1日

## 蒸気タービン不具合による対策
2015年5月9日および6月1日に発生した関西電力姫路第二発電所3号機および5号機における蒸気タービンの振動による自動停止を踏まえ、類似設計の蒸気タービンを使用している川崎火力発電所2号系列第2軸および第3軸は、関西電力での原因調査などを踏まえて必要な対応を検討した結果、蒸気タービン最終段動翼を取り外し、圧力プレートを設置する応急対策工事を実施、2015年8月8日に試運転を開始した。なお、圧力プレートの設置により、2号系列第2軸の定格出力は、暫定的に68.5万 kWとなっている。2号系列第3軸については、2017年8月23日に恒久対策工事が完了し、当初設計どおり定格出力が71万 kWとなった。

## アクセス
- 川崎市交通局
  - 川04系統 川崎駅-市営埠頭　『JERA川崎火力発電所前』下車
  - 川05系統 川崎駅-東扇島循環　『JERA川崎火力発電所前』下車
  - 川07系統 川崎駅-かわさきファズ物流センター前経由-東扇島西公園行　『JERA川崎火力発電所前』下車

## 登場作品
- 旧設備時代の作品

『ウルトラマン』
第3話「科特隊出撃せよ」で、ネロンガとウルトラマンの戦いの場として登場。第13話「オイルSOS」では、製油所の設定として登場。
『ウルトラセブン』
第8話「狙われた街」で、冒頭シーンの背景として登場する。